# 실비늘치
실비늘치(Aulichthys japonicus)는 페르카목 둑중개아목 큰가시고기하목에 속하는 조기어류의 일종이다. 실비늘치과(Aulorhynchidae)와 실비늘치속(Aulichthys)의 유일종이다. 일본과 중국 그리고 한반도 연안의 얕은 바다에서 발견된다. 양미리과에 포함시켜 분류하기도 한다.